# Хамилтон (Бермуди)
Хамилтон (енгл. Hamilton) је главни град Бермуда, британске прекоморске територије. Град има око 1.000 становника. Хамилтон је основан 1790. године.

## Становништво
| Година       |
| Становништво |
| ------------ |